# Flor del desert
Flor del desert (en anglès original Desert Bloom) és una pel·lícula dramàtica estatunidenca de 1986 dirigida per Eugene Corr i protagonitzada per un repartiment de conjunt dirigit per Jon Voight i JoBeth Williams. Va ser projectada a la secció Un Certain Regard al 39è Festival Internacional de Cinema de Canes de 1986 i finançada a través del Sundance Film Festival Institute. Ha estat doblada al català i emesa a TV3 per primer cop el 4 de maig de 1994.

## Trama
La Segona Guerra Mundial no fa gaire que s'ha acabat. Jack Chismore, un veterà que pateix PTSD, gestiona una benzinera a Las Vegas, Nevada.
Jack està casat amb Lily, i és padrastre de les tres filles de Lily, inclosa Rose, una adolescent en una edat impressionable. La germana de Lily, Starr, ha vingut a Las Vegas per divorciar-se ràpidament i arriba a conviure amb ells, molestant la rutina de la que ja és una casa petita i atapeïda.
Lily treballa amb l'Oficina de Proves Atòmiques i no pot dir-li a Jack o a les nenes quan l'exèrcit realitza proves de bombes atòmiques a la regió desèrtica propera. Això enutja i frustra a Jack, que es mostra la seva ràbia a Rose moltes vegades.
Quan Rose s'escapa, Jack és qui mostra el més coratge i preocupació.

## Repartiment
- Annabeth Gish - Rose Chismore
- Jon Voight - Jack Chismore
- JoBeth Williams - Lily Chismore
- Ellen Barkin - Aunt Starr
- Jay Underwood - Robin
- Desiree Joseph - Dee Ann Chismore
- Dusty Balcerzak - Barbara Jo Chismore
- Allen Garfield - Mr. Mosol
- Tressi Loria - Shelly
- Laura Rasmussen - Meryl
- William Lang - Colonel
- Jim McCarthy - Driver
- Ann Risley - Mrs. Muratore